# Antarchaea haematoessa
Antarchaea haematoessa là một loài bướm đêm trong họ Noctuidae.